# Земятченский, Пётр Андреевич
Пётр Андреевич Земятченский (14 [26] ноября 1856, Тамбовская губерния — 27 февраля 1942, Ленинград) — русский и советский минералог и почвовед, один из основоположников научного изучения глины. Член-корреспондент АН СССР (1928).

## Биография
Родился 14 (26) ноября 1856 года в селе Липовка Моршанского уезда Тамбовской губернии, в семье сельского церковнослужителя.
В 1874 году окончил духовное училище в Липецке; в 1874—1878 гг. учился в Тамбовской духовной семинарии, затем в Санкт-Петербургском университете. В 1882 году окончил физико-математический факультет Санкт-Петербургского университета и был избран хранителем минералогического кабинета университета. Защитил магистерскую диссертацию «Железные руды центральной части Европейской России» (1889), затем докторскую «Каолинитовые отложения Южной России» (1896). С 1897 года — профессор минералогии, в 1898—1926 годах заведующий кафедрой минералогии университета (Петербургского, Петроградского, затем — Ленинградского). В 1930 году основал в университете первую в России кафедру грунтоведения и возглавлял её до 1934 года.

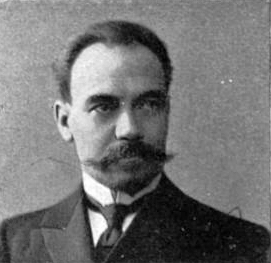
Пётр Земятченский. 1910-е годы

Преподавание в университете совмещал с чтением лекций в Технологическом институте, Женском медицинском институте (экстраординарный профессор), Фребелевских педагогических курсах. В Институте гражданских инженеров он не только читал лекции, но и возглавлял кафедру минералогии.

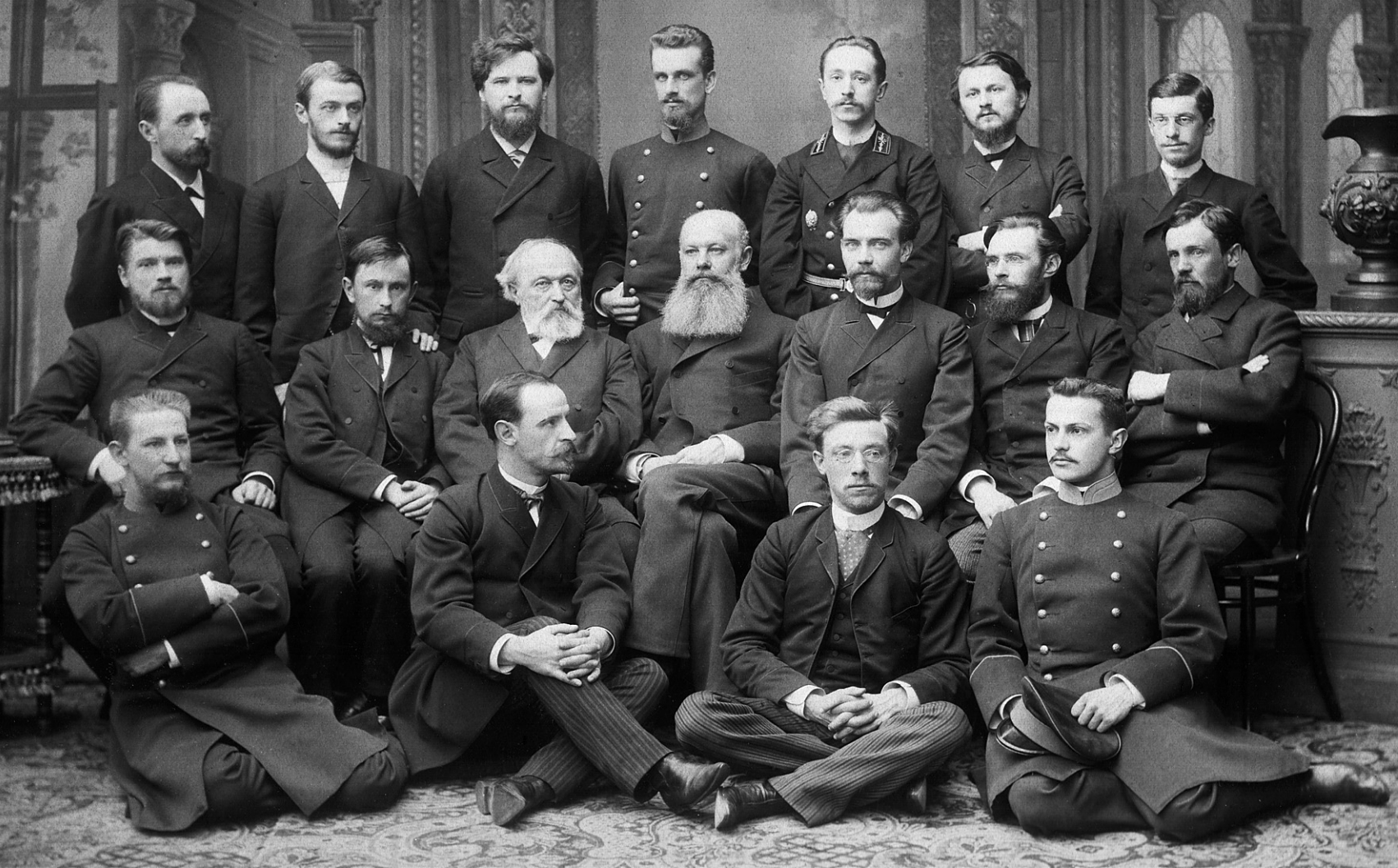
Земятченский — третий справа, в среднем ряду

С 1 января 1910 года — действительный статский советник. Был награждён орденами Российской империи: Св. Станислава 2-й ст. (1899), Св. Анны 2-й ст. (1903), Св. Владимира 4-й ст. (1907). В 1914 году был награждён Академией наук премией имени М. П. Ахматова за исследование «Этюды по кристаллогенезису».
В 1880—1890-е гг. Земятченский участвовал во многочисленных полевых исследованиях — в частности, в экспедициях В. В. Докучаева по изучению российских почв и в экспедиции Д. И. Менделеева на Урал для изучения железных руд. Принимал участие в создании «Энциклопедического словаря Брокгауза и Ефрона».
В 1916 и 1917 годах он руководил подотделом, специализировавшимся на изучении глиняных и огнеупорных материалов; в 1918 году подотдел был преобразован в Государственный исследовательский керамический институт. Первым директором института в 1919 году был утверждён П. А. Земятченский и занимал эту должность до 1924 года, но с 1925 по 1930 годы продолжал работу в Институте в качестве председателя учёного совета и заведующего научным отделом. В 1919 году он был также зачислен научным сотрудником Российской публичной библиотеки, был в ней консультантом по отделу естественных наук и составлял к нему каталоги. Однако спустя несколько месяцев уволился из-за высокой занятости в другим местах.
С 1924 года работал в особой комиссии по изучению дорожных грунтов в Отделе местного транспорта; в 1925 году организовал грунтовую лабораторию при Центральном управлении местного транспорта, из которой позже был образован Дорожный институт. В нём он проработал до 1930 года. С 1926 по 1934 году Земятченский был сотрудником Почвенного института АН СССР, в котором организовал кабинет минералогического анализа. В 1928 году стал членом-корреспондентом АН СССР. С 1934 до 1939 годы был научным консультантом и членом учёного совета Всесоюзного института огнеупоров.
Умер 27 февраля 1942 года от истощения во время блокады Ленинграда.